# Navy Island (Jamajka)
Navy Island (Mornarički otok) je mali (0,255 km2) nenaseljeni otok uz obalu Jamajke, u luci grada Port Antonia u župi Portland, Jamajka, oko 200 metara od obale Jamajke.
Najpoznatiji vlasnik Navy Islanda bio je filmski glumac Errol Flynn, koji je tamo navodno organizirao mnoge zabave. Sve donedavno, otok je bio odmaralište. Međutim, danas je to zatvoreni otok u vlasništvu vlade Jamajke.

## Povijest
Britanska vlada izvorno je dala otok guverneru Lynchu od Jamajke za zasluge prema kruni; postao je poznat kao "Lynchov otok". Kraljevska mornarica kasnije je preuzela ono što se sada naziva Navy island, koristeći objekt za topničku bitnicu na istoku. U nekom trenutku, kapetan William Bligh iz Kraljevske mornarice koristio je otočne plićake okrenute prema kopnu za čišćenje brodova (kada se trupovi brodova okreću kako bi se učinili dostupnima za struganje školjki i drugo održavanje).
U moderno doba, Flynn je kupio Navy Island za svoje privatno utočište. Posadio je dugi red kraljevskih palmi koje su i danas tamo. Flynn nikada nije izgradio kuću na Navy Islandu, već je svoju jahtu "Zaca" privezao u blizini slamnate građevine izgrađene oko postojećeg stabla. Flynnov skrbnik, poznat kao "Guverner", živio je u tada jedinoj kući na otoku.
Len Koutnik, građevinski poduzetnik iz Los Angelesa, kupio je Navy Island i planirao luksuzno utočište za odmor s kućama pod okriljem "Jamaica Islandia". Pritisnut od strane vlade Jamajke da započne s izgradnjom, Koutnik je bio prisiljen smanjiti svoja očekivanja u pogledu ultra otmjenog smještaja. Harry Eiler i njegova supruga, par iz Kalifornije, ondje su izgradili prvu kuću.
Nekoliko drugih investitora dodalo je slične početne stranice. Joseph i Gertrude Casey iz Rhode Islanda udružili su se s Koutnikom kako bi izgradili hotel i okolne vile za iznajmljivanje. Međutim, Koutnik je ostao bez sredstava i Caseyjevi su preuzeli kontrolu nad projektom. Međutim, planirana izgradnja nikada nije dovršena. Nakon smrti Josepha Caseyja, Gertrude Casey ponudila je Eilerovima zakup cijelog otoka kako bi mogli dovršiti izgradnju i upravljati jedinim privatnim otočnim odmaralištem na Jamajci - The Admiralty Clubom.
Nakon pet godina upravljanja Admiralty Clubom, Eilerovi su se suočili s pobunom zaposlenika. Otpustili su zaposlenika zbog krađe sredstava. Čovjek je tada potaknuo pobunu osoblja odmarališta protiv Eilerovih. Osoblje je zauzelo otok i konfisciralo dva broda koji su se koristili za prijevoz gostiju na otok. Držali su Eilerove u zatočeništvu dok par nije platio otpremninu. Nakon ovog iskustva, Eilerovi su odmah napustili Navy Island i prepustili ga nadzoru Gertrude Casey.
S vremenom su se za Navy Island zainteresirali i drugi investitori. Međutim, zakonska je odredba nalagala da se svakome tko posjeti otok dopusti korištenje otočkih sadržaja kao gostu. Osim toga, postojala je odredba o javnoj plaži okruženu vilama za iznajmljivanje. Ovi zahtjevi učinili su Navy Island nepoželjnim za luksuzno odmaralište i otjerali investitore.
S vremenom je vlada Jamajke otkupila sva preostala zemljišna prava i zatvorila Navy Island. Ostao je nerazvijen do danas.